# Whitwell and Selside
Whitwell and Selside var en civil parish 1866–2020 när det uppgick i Selside and Fawcett Forest, i Storbritannien. Den ligger i grevskapet Cumbria och riksdelen England, i den centrala delen av landet, 400 km nordväst om huvudstaden London. Parish hade 296 invånare år 2011.